# NGC 1132
NGC 1132 ist eine elliptische Riesengalaxie vom Hubble-Typ E5 im Sternbild Eridanus am Südsternhimmel. Sie ist schätzungsweise 310 Millionen Lichtjahre von der Milchstraße entfernt und hat einen Durchmesser von etwa 230.000 Lj. 
Zusammen mit den zahlreichen kleinen Zwerggalaxien um sie herum bildet diese sehr große Galaxie eine sehr alte Gruppe, die wahrscheinlich durch die Verschmelzung zahlreicher normaler Galaxien entstanden ist (siehe:Fossiles Galaxiensystem). NGC 1132 befindet sich in einem gewaltigen Halo aus Dunkler Materie. Eine ähnliche Ansammlung von Dunkler Materie findet man sonst nur in ganzen Gruppen aus bis zu Hundert Galaxien. Sie weist starke Röntgenstrahlung auf, die auf heißes Gas zurückzuführen ist. Auch dieses heiße Gas findet man in der Regel nur in großen Galaxiengruppen. Das Röntgenleuchten von NGC 1132 erstreckt sich über einen Bereich, der etwa zehn Mal größer ist als die Ausdehnung der Galaxie. 
Auf einem Hubble-Bild, das aus Beobachtungen in den Jahren 2005 und 2006 entstand, sind rund um NGC 1132 zahlreiche alte Kugelsternhaufen zu sehen, die vermutlich früher zu den Galaxien gehörten, die in NGC 1132 aufgegangen sind.
Im selben Himmelsareal befinden sich u. a. die Galaxien NGC 1121 und NGC 1126.
Das Objekt wurde am 23. November 1827 von John Herschel entdeckt.